# Maki utca
A Maki utca (Lemur Street) egy brit televíziós show, amit a Szurikáták udvarháza sikere után készítettek. A sorozatpremiert egyelőre csak az Animal Planeten adták le. Először Amerikában 2007. november 20-án jött létre. Mindegyik epizód harminc perc.

## Cselekmény
Madagaszkár első pillantásra békés, nyugodt helynek tűnik, de csak északon, keleten és nyugaton. Délen örök háború dúl egy kb. 4 négyzetkilométeres területért. Csapatok: Szeleburdiak (Ritkán támadó nyugodt, de nem gyenge), vezetőjük Kristály, és a Tornádók (vagy Vad csapat, erős és kemény) Vezetőjük változó: Stella, Elektra, Amazon, majd ismét Elektra.

## Szereplők

### Tornádók
A más néven vad csapat az erdő sötétjében él. Ijesztő banda, akiknek(beleértve a kölyköket is)
csak három dolog szórakozás, a harc, a harc és a harc.
Csapatuk 3 különböző családból áll, akik vezetőinek a pozíció is főnyeremény.

### Gizmó
Amazon első fia, aki későn született. Először majdnem elpusztul, mert anyja elhanyagolja őt. Leesik egy fáról és Chelsea egy támadással megsebesíti a bal lábát. Megpróbál lépést tartani a csapattal, de a sérülései miatt gyakran marad le, végül elpusztul. Nem világos az, hogy hogyan pusztult el, bár az elbeszélés felveti, hogy egy ragadozó lehetett.

### Amazon
Családja: Anyja: Parázs, Fiai: Gizmó majd Orinokó, és nővére: Hópehely. A négyéves Amazon egy nagyon nemtörődöm anya, aki elhanyagolta az első fiát, Gizmót és figyelmen kívül hagyja őt. A hanyag természete miatt Gizmora végső halál vár, miután megsebesült a lába. Amikor világra hozza a második kölykét, Orinokót, Amazon egy figyelmesebb, és törődő anya lesz. Az ötödik és hatodik epizód között ő és az anyja, Parázs gonoszul elzavarják a terhes Elektrát és megtámadják őt. Bár kezdetben megengedi Elektrának, hogy a legalacsonyabb legyen a ranglistán, miután Elektra szül, Amazon száműzi őt a csapatból.

### Chelsea
Chelsea egy kölyök, akit az anyja úgy kezel, mint egy hercegnőt, így nagyon elkanászodik. Majdnem végez Gizmoval. De amikor egyedül marad a veszélyes betakarításnál, benő a feje lágya.

### Elektra
A vad és akaratos Elektra Stella után a következő vezetője a Tornádóknak de amikor megszüli első kölykét, Amazon könnyen átveszi az uralmat és kiűzi a csapatból. Nem sokkal utána Elektra megszüli 1 napos kölykét Princet. Először a Szeleburdiakhoz akart tartozni.  Később, amikor elkezd esni az eső, Elektra visszakapja a pozícióját és csapatát.

### Szeleburdiak
Egy öreg temetőben élnek, ami a (szizál kenderrel) védett sűrű  növényzettel van körülvéve. Legtöbbször nincs gondjuk vízre, ételre, szállásra, néha ezért a területért is folyik a harc, de bizony ennek is megvannak  a gyengéi. Túl sok a turista!

### Kristály
A Szeleburdiak nyugodt vezetője.

### Faláb
6 éves, Faláb a legöregebb, és a legalacsonyabb helyen áll a ranglistán. A sorozat kezdése előtt elvesztette a hátsó lábai közül az egyiket egy kutyatámadásban. Faláb általában csaták alatt tűnik el az útból, és elkerüli a párzó küzdelmeket is. Ő és Derek-egy másik alacsony elsőrangú hím-gyakran töltik együtt az időt. Később Faláb, akihez csatlakozott Derek, megpróbálta otthagyni a csapatot, hogy találjon egy újat, de képtelenek voltak elmenni.

### Blake
Az öregedő domináns hím, aki azzal néz szembe, hogy a pozíciójáért folyik a verseny. Villámmal, a Tornádók domináns hímjével való csata alatt Blake szerez egy mély vágást az elülső mancsába.

### Liberty
A Szeleburdiak legalacsonyabb rangú nősténye és Hogarth anyja. Blake-kel, a domináns hímmel párzott, miután elkergetett egy hímet, Titust. A családja éhezéssel néz szembe, míg Kristály csak a kölykével és családjával törődik. Liberty arra készteti a családját, hogy egy napon elhagyja a csapatát. Néhány nappal később Liberty világra hozott egy kölyköt, Lilit.